# Crypteria (Crypteria) basistylata
Crypteria (Crypteria) basistylata is een tweevleugelige uit de familie steltmuggen (Limoniidae). De soort komt voor in het Oriëntaals gebied.